# Salina-sziget

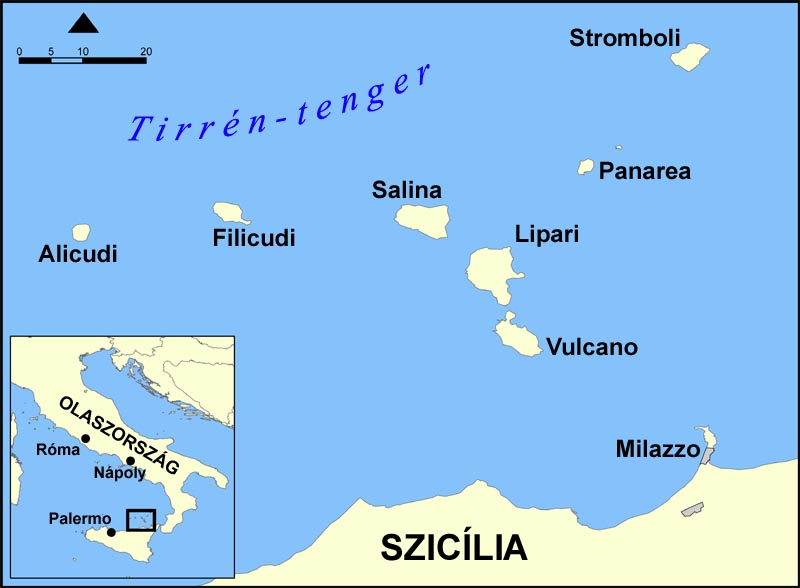
Lipari-szigetek

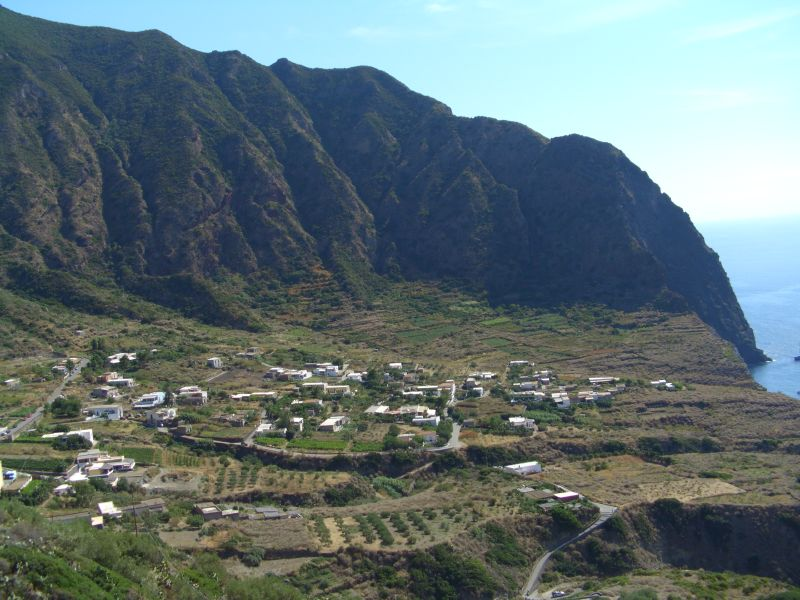
Pollara

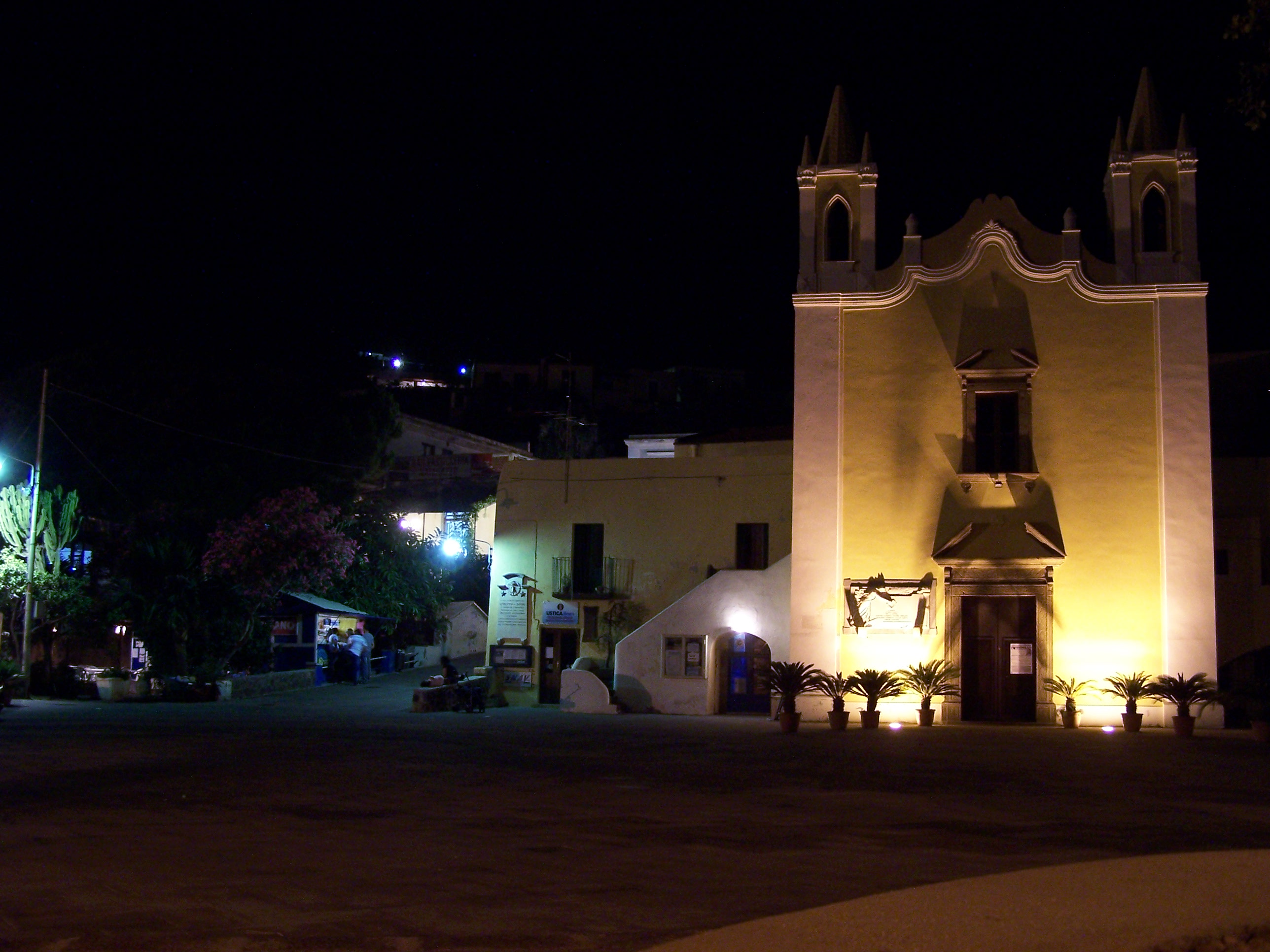
templom (Santa Marina Salina)

Salina a szomszédos szigetekkel együtt (Lipari, Vulcano, Filicudi, Alicudi, Panarea és Stromboli) a Tirrén-tengerben, Szicíliától északra elhelyezkedő Lipari-szigetekhez tartozik.
Három kisebb települése - Santa Marina Salina, Malfa és Leni az olaszországi Szicília régió Messina megye része.

## Fekvése és települései
Salina északnyugatra fekszik a szigetcsoport központi tagjától, Liparitól. 26,5 km²-es területével a második legnagyobb a Lipari-szigetek között, és szomszédaihoz hasonlóan vulkanikus eredetű. Salinát látképének meghatározó eleme a két vulkánkúp, a Monte Fossa delle Felci (962 m) és a Monte dei Porri (860 m). A nagyobbik csúcs egyben a Lipari-szigetek legmagasabb pontja. A többi szigettel ellentétben Salina rendelkezik édesvízzel, így azokhoz képest jóval gazdagabb a vegetációja, ezért gyakran nevezik a Lipari-szigetek "zöld ékkövének".
Salina szigete társaival ellentétben - melyek valamennyien Lipari városának irányítása alá tartoznak - 1867 óta közigazgatásilag önálló. Az északi parton található a legnépesebb település, Malfa (870 fő) a hozzá tartozó Pollara helységgel. A keleti parton fekszik Santa Marina Salina és Lingua (820 fő), míg a sziget déli felén Leni és Rinella (660 fő). A nagyobb hajókat fogadni képes kikötő Santa Marina Salina-hoz tartozik, de van egy kisebb kikötő Rinella partjánál is.

## Geológiája
Salina szigete öt egymást követő vulkanikusan aktív időszak (Rivi-Capo, Corvo, Fossa delle Felci, Porri, Pollara) eredményeként jött létre. A Rivi-Capo és Corvo elnevezésű ősvulkánok mintegy 430-500 ezer évvel ezelőtt kezdtek működni, felépítményük mára erősen lepusztult. A mai sziget központi részén fellelhetők a Corvo kürtőkitöltéseinek maradványai. Hozzávetőleg 127 ezer éve kezdett el felépülni a Fossa delle Felci kúpja, andezites-bazaltos lávát és piroklasztárakat hagyva maga után. Ezután viszonylag hosszabb szünet következett a sziget működésében, ennek nyomai a helyenként előfordulő tengeri üledékek. Az újból megerősödő aktivitást freatomagmás, majd Stromboli-típusú kitörések, lávaszökőkutak illetve andezites és bazaltos összetétel egyaránt jellemezték. 100 ezer évvel ezelőtt újabb freatomagmás kitörési központ jött létre (Porri) az eddigiektől északnyugatra. Az akkori piroklasztárak és izzó felhők anyaga az egész szigeten megtalálható. A Porri tevékenysége körülbelül 67 ezer éve hagyott alább, majd 30 ezer éve vette kezdetét a Pollara fejlődése. Kezdeti dácitos-riolitos lávaömléseit követően átmeneti nyugalmi időszak következett, majd 13 ezer éve – a vulkán magmakamrájába jutó friss bazaltmagmaintrúzió hatására – explozív (robbanásos) aktivitás játszódott le, amelynek eredménye a ma is jól kivehető 1 km átmérőjű kaldera Salina északnyugati részén, amelyben Pollara falu húzódik meg.

## Történelme
A sziget a régészeti leletek tanúsága szerint már a bronzkorban lakott volt. Görög neve Didyme (Δίδυμη = iker) a kettős vulkáni csúcsra vezethető vissza, míg a római eredetű Salina (sótartalmú) az ókori sókitermelésre utal.

## Gazdasági jelentősége
Salina legfőbb terményei a jellegzetes Malvasia delle Lipari fehérbor és a kapribogyó. Salina és a Szicíliától délre fekvő Pantelleria szigete adja az olasz kapribogyótermelés 95%-át. A mezőgazdaságnál azonban egyre fontosabb bevételt jelent a helyiek számára a turizmus.

## Kulturális látnivalók
Ezen a szigeten található a Lipari-szigetek legrégebbi Szűz Máriának szentelt temploma, a Madonna del Terzito, amely ókori római szentély alapjaira épült 1622-ben.
Minden évben június első hétvégéjén rendezik meg "Sagra del cappero"-t, a kapribogyó-fesztivált, ekkor még lehet látni a hagyományos helyi viseletet is.